# Perkins (Maine)
Perkins es un territorio no organizado ubicado en el condado de Sagadahoc en el estado estadounidense de Maine. En el Censo de 2010 tenía una población de 0 habitantes y una densidad poblacional de 0 personas por km².

## Geografía
Perkins se encuentra ubicado en las coordenadas 44°3′47″N 69°47′59″O / 44.06306, -69.79972. Según la Oficina del Censo de los Estados Unidos, Perkins tiene una superficie total de 9.68 km², de la cual 5.77 km² corresponden a tierra firme y (40.37%) 3.91 km² es agua.

## Demografía
Según el censo de 2010, había 0 personas residiendo en Perkins. La densidad de población era de 0 hab./km². De los 0 habitantes, Perkins estaba compuesto por el 0% blancos, el 0% eran afroamericanos, el 0% eran amerindios, el 0% eran asiáticos, el 0% eran isleños del Pacífico, el 0% eran de otras razas y el 0% pertenecían a dos o más razas. Del total de la población el 0% eran hispanos o latinos de cualquier raza.